# Cheilotrichia fuscoapicalis
Cheilotrichia fuscoapicalis är en tvåvingeart som beskrevs av Alexander 1970. Cheilotrichia fuscoapicalis ingår i släktet Cheilotrichia och familjen småharkrankar. Inga underarter finns listade i Catalogue of Life.